# هجرة الدواعر (مدينة المحويت)

تعديل مصدري - تعديل

هجرة الدواعر هي إحدى قرى عزلة المحويت بمديرية مدينة المحويت التابعة لمحافظة المحويت، بلغ تعداد سكانها 1132 نسمة حسب تعداد اليمن لعام 2004.